# 锡格哈廷
锡格哈廷是奥地利上奥地利州谢尔丁县的一个市镇。总面积6平方公里，总人口826人，人口密度137.7人/平方公里（2005年）。